# Granges-de-Vesin
Granges-de-Vesin est une localité et une ancienne commune suisse du canton de Fribourg, située dans le district de la Broye.

## Histoire
Granges-de-Vesin fit partie de la seigneurie d'Aumont et de Montet. Les familles d'Estavayer, d'Illens, de Gléresse, de Reyff et de Lanthen-Heid y possédèrent des droits et biens féodaux. La localité releva du bailliage d'Estavayer, puis du district de ce nom de 1798 à 1848. En 1804, Granges-de-Vesin se sépara d'Aumont, avec laquelle elle formait une commune générale pour devenir commune indépendante. Au spirituel, l'ancienne commune dépendit à l'origine de la paroisse de Cugy, puis de celle d'Aumont. Le village est actif dans l'économie agraire et de nombreux navetteurs travaillant à l'extérieur. L'arrivée de l'autoroute A1 a inversé la tendance démographique.
En 2004, Granges-de-Vesin fusionne avec ses voisines d'Aumont, Frasses et Montet pour former la nouvelle commune de Les Montets.

## Toponymie
1330 : Grangi de Visins

## Démographie
Granges-de-Vesin comptait 127 habitants en 1811, 204 en 1850, 153 en 1900, 106 en 1950, 88 en 1980, 147 en 2000.